# タラン山
タラン山（タランさん、インドネシア語: Gunung Talang、2,597 m）は、インドネシアの西スマトラ州にある成層火山の活火山。日本語では、タラン火山、タラング山などと称されることもある。
山腹には2つの火口湖があり大きい方は 1 x 2 km ほどの広さがあり、タラン湖と称されている。
スミソニアン学術協会の世界火山学プログラムによれば、タラン山は1833年から1968年までの期間に8回の噴火が確認されている。その後も2005年4月に小規模な噴火があり、更なる噴火活動の高まりの可能性もあったため地域住民 25,000人以上が避難することとなった。地質学者たちは、2005年4月の噴火について、大きな被害をもたらした2004年12月のスマトラ島沖地震との関係を指摘している。
周辺地域では、地熱エネルギーの開発計画も取り組まれている。
嚢状葉植物のネペンテスタランゲンシスは、この山の名から命名されたものであり、この山の上部斜面における固有種と考えられている。